# Rothenbach (Agger)
Der Rothenbach ist ein 5,7 km langer, orografisch linker Nebenfluss der Agger in Nordrhein-Westfalen, Deutschland. 

## Geographie
Der Bach entspringt etwa 1000 m nördlich von Kaldauen auf einer Höhe von 161 m ü. NN. In überwiegend westliche Richtungen abfließend, quert der Bach nach rund 800 m die Bundesstraße 56. Bei seinem weiteren Weg Richtung passiert der Bach das Naturschutzgebiet Gagelbestand und durchfließt hier mehrere Teiche. Weiter westlich quert der Bach die Bundesautobahn A3 und die Naturschutzgebiete Niedermoor im Widdauer Wald und Wald nördlich Siegburg, bevor der Bach etwa 600 m nordöstlich von Troisdorf auf 57 m ü. NN linksseitig in die Agger mündet. Bei einem Höhenunterschied von 104 m beträgt das mittlere Sohlgefälle 18,2 ‰.